# گئورگه ویتانیدیس
گئورگه ویتانیدیس (رومانیایی: Gheorghe Vitanidis؛ ‏ ۱ اکتبر ۱۹۲۹ – ۲۵ نوامبر ۱۹۹۴) کارگردان فیلم اهل رومانی بود.

## زندگی هنری
در سال ۱۹۵۳، گئورگه وینانیدیس از دانشگاه ملی تئاتر و هنر سینما بخارست فارغ‌التحصیل می‌شود. او در سال ۱۹۵۸ دستیار کارگردان فیلمساز فرانسوی لوئی دکن در فیلم خارهای باراگان بود که در جشنواره فیلم  کن ۱۹۵۸ برای به دست آوردن جایزه نخل طلایی به نمایش درآمد.
گئورگه ویتانیدیس دو بار در جشنواره بین‌المللی فیلم مسکو، در سال ۱۹۶۸ برای فیلم راتوچیوسول نوجوان، و در سال ۱۹۷۹ برای فیلم کلیپا شرکت کرد. او با فیلمنامه‌نویس میهنا گئورگیو بر روی دو اثر سینماییش به نام‌های دیمیتری کانتمیر و بوربیستا کار می‌کرد.
از فیلم‌هایی که وی در آن‌ها نقش داشته‌است، می‌توان به گردنبند فیروزه‌ای و لحظه اشاره نمود.